# بروتوكول الطباعة
بروتوكول الطباعة هو بروتوكول داخل نطاق شبكة الإنترنت يقوم بعمليات الإتصال بين أجهزة العملاء مثل الأجهزة الحاسوبية، الهواتف النقالة، الأجهزة اللوحية وبين الطابعات أو (خوادم الطباعة). هذا البرتوكول له خاصية السماح للعميل أو المستخدمين بإنشاء أو إرسال عدة وظائف مطبعية للطابعة أو لخوادم الطباعة، وأيضاً يسمح بإنشاء بعض المهمات مثل التحقق من حالة الطباعة، جدولة طلبات التحقق من حالات الطباعة، أو طلبات إلغاء أوامر الطباعة.
حالياً، هنالك العديد من البروتوكولات التي تم تطويرها من أجل الإتصال بالطابعات عبر الشبكة. البعض من هذه البروتوكولات لها خواص عمل محددة للطباعة، والبعض الآخر هي عبارة عن بروتوكولات عامة تقوم بالإتصال على الأجهزة من أجل تبادل الملفات والمعلومات. هذه البروتوكولات تقوم بوضع الطابعة والتعامل كأنها فئة مماثلة وقريبة من الأقراص عن بعد، الأجهزة المتعددة الوسائط والماسحات الضوئية. وهناك طابعات متعددة الوظائف تقوم على تقديم الملفات المصورة (الفاكسات والمسح الضوئي) ثم تقوم بعد ذلك بإرسالها من خلال الشبكة.

## التاريخ
قبل انتشار شبكات الحاسب الآلي، كانت الطابعات مرفقة بشكل مباشر إلى أجهزة الحاسب من خلال استخدام المنافذ التسلسلية أو منافذ يو إس بي. حتى الآن، تضل هذه الطرق هي الوسائل التقليدية في معظم بيئات الحاسب في المنازل.
في التسعينات، وبالتحديد عندما أخذت الطابعات مكانة عالية نظراً لقيمتها الحاسوبية وقدراتها في الشبكة العنكبوتية، أصبح هنالك أعمال تتمحور في مجالات برامج الطباعة عبر الشبكة ومعاييرها وحلولها. في المكاتب الخاصة بالشبكة في ذلك الوقت، يتم السماح لجهاز حاسوبي واحد بالإتصال بالشبكة والطابعة معاً، وهذه الطريقة تُعرف بخادم الطباعة.
في تسعينيات القرن العشرين، عندما اكتسبت الطابعات طاقة حوسبية فائقة، وأخيراً قدرات الشبكات، بدأ العمل على برنامج الطباعة على الشبكة، والحلول والمعايير. في المكاتب المتصلة بالشبكة، تم توصيل جهاز كمبيوتر واحد بالشبكة وبالطابعة أيضًا: كان يعرف باسم خادم الطباعة. تم تقديم HP Jetdirect لأول مرة في شهر مارس بعام 1991. بدأ بروتوكول الطباعة عبر الإنترنت كاقتراح من شركة Novell لإنشاء مشروع بروتوكول الطباعة عبر الإنترنت في عام 1996.
بعد عام 2010, أصبح الإتصال المباشر بالطابعات شي أساسي في البيئات الحاسوبية في مكاتب الشبكة. وآنذاك، كانت الشبكات اللآسلكية منتشرة في البيئات الحاسوبية المنزلية، ثم من بعد ذلك وفي بيئة العمل، تم السماح للهواتف النقالة بإرسال الملفات للطابعات عبر الشبكات اللآسلكية.

## تطبيقات التنفيذ

### بروتوكولات الطباعة المخصصة
بروتوكول (Line Printer Daemon) هو بروتوكول في الشبكة خاص لتقديم مهام الطباعة إلى الطابعات البعيدة. كان التطبيق العملي الأصلي لهذا البروتوكول في نظام Berkeley في نظام التشغيل 2.10 BSD UNIX في عام 1988. يدعم مشروع LPRng أيضًا هذا البروتوكول، حيث أنه تم توثيق مواصفات بروتوكول LPD في RFC 1179.
يعد بروتوكول الطباعة HP JetDirect أحد أكثر بروتوكولات الطباعة استخدامًا على نطاق واسع. يدعم الاتصال ثنائي الاتجاه كحالة قائمة الانتظار وحالة المهمة وحالة الصفحة.
AppSocket ، المعروف أيضًا باسم Port 9100 أو RAW أو Windows TCPmon ، هو بروتوكول تم تطويره بواسطة Tektronix وهو مشابه جدًا لـ HP Jetdirect. يعتبر «بروتوكول الشبكة أبسط وأسرع وأكثرها موثوقية عمومًا المستخدم للطابعات» على الرغم من أنه «لا يوفر أيضًا أمانًا وغالبًا ما يكون ناقلًا للهجوم مع الطابعات».
بروتوكول الطباعة عبر الإنترنت (IPP) هو بروتوكول إنترنت للاتصال بين الأجهزة العميلة (أجهزة الكمبيوتر والهواتف المحمولة والأجهزة اللوحية وما إلى ذلك) والطابعات (أو خوادم الطباعة). يمكن تشغيل IPP محليًا أو عبر الإنترنت. على عكس بروتوكولات الطباعة الأخرى، يدعم IPP أيضًا التحكم في الوصول والمصادقة والتشفير، مما يجعله آلية طباعة أكثر قدرةً وأمانًا من البروتوكولات القديمة. يدعم IPP ما يزيد عن 98٪ من الطابعات المباعة اليوم .

### البروتوكولات العامة المستخدمة للطباعة
التل نت أو بالإنجليزية "Telnet" هو ببساطة بروتوكول يتم إستخدامه لأغراض الطباعة حالياً من أجل نقل البيانات بأمان من وإلى منفاذ تي سي بي.
Bonjour هو أحد تطبيقات Apple للشبكات ذات الإعدادات الصفرية (zeroconf)، وهي تعتبر مجموعة من التقنيات التي تتضمن اكتشاف الخدمة وتحديد العناوين واختيار دقة اسم المستضيف. يقوم برنامج Bonjour بتحديد مواقع الأجهزة مثل الطابعات وأجهزة الكمبيوتر والخدمات الأخرى التي تقدمها تلك الأجهزة على شبكات محلية باستخدام سجلات نظام خدمة اسم المجال التعددي أو بالإنجليزية (mDNS).
Server Message Block (SMB) هو بروتوكول يندرج تحت فئة التطبيقات الخاصة للشبكة من أجل مشاركة الملفات والطابعات. في الأصل، تم تطوير هذا البروتوكول عبر شركة IBM في منتصف الثمانينيات. هذه هي الطريقة الافتراضية التي تستخدمها أجهزة الكمبيوتر التي تعمل بنظام Windows لمشاركة الملفات والطابعات.
خدمات الويب للأجهزة أو خدمات الويب على الأجهزة (WSD)، هي واجهة برمجية لتطبيقات مايكروسوفت وذلك لتمكين الاتصالات البرمجية بالأجهزة لخدمة الويب مثل الطابعات والماسحات الضوئية ومشاركة الملفات.

### البروتوكولات اللآسلكية
AirPrint تُعتبر أحد الميزات في أنظمة التشغيل مثل MacOS وiOS من شركة آبل وذلك بغرض الطباعة عبر الشبكات المحلية اللاسلكية (Wi-Fi)، إما مباشرة إلى الطابعات المتوافقة مع AirPrint ، أو للطابعات المشتركة غير المتوافقة عن طريق حاسب يعمل بنظام Microsoft Windows أو Linux أو macOS. AirPrint هو امتداد لبروتوكول الطباعة عبر الإنترنت (IPP), وكان مخصصًا في الأصل لأجهزة iOS ومتصل عبر الشبكات اللاسلكية فقط Wi-Fi. وبالتالي، أصبح الأمر يتطلب وجود نقطة وصول لاسلكية. ومع ذلك، فمن خلال إدخال ميزة AirPrint إلى أنظمة سطح المكتب في macOS في عام 2012، يمكن لأجهزة Mac المتصلة بالشبكة عبر اتصال ethernet أيضًا الطباعة باستخدام بروتوكول AirPrint - وليس فقط تلك المتصلة عبر Wi-Fi.

## إنظر أيضاً
- نظام طباعة يونيكس المشترك (CUPS)
- نظام الطباعة الخامس
- التخزين المؤقت
- ملقم الطباعة
- مرسل الحزم

## روابط خارجية
- نظرة عامة على طباعة TCP / IP على موقع Brooksnet